# 顺通铺
拍順通沃漢（1786年—1855年），通稱顺通铺（又作顺吞蒲），泰國拉達那哥欣時期著名宮廷詩人。

## 生平
顺通铺出生于吞武里，母亲在宫中做乳母，所以顺通铺自幼入宫担任侍卫。拉瑪二世王在位時期成為詩人，并辅导国王写作。拉瑪二世駕崩之後，他從官位上退休，成為僧侶。1842年还俗，在拉瑪三世王在位時期，回宮成為抄書吏，1855年逝世。

## 成就
顺通铺是泰国最著名的诗人。作品有故事诗、纪行诗、格言诗、剧本、唱词、摇篮曲等等。
顺通铺因擅於寫押韻詩而知名。他所寫的史詩今日在泰國廣為流傳。代表作有《金山寺纪行诗》（Nirat Phukhao Thong）、《素攀纪行诗》（Nirat Suphan）、《帕阿派玛尼》（Phra Aphai Mani）等。